# Aixeca't, amor meu
Aixeca't, amor meu (títol original en anglès Arise, My Love) és una pel·lícula estatunidenca dirigida per Mitchell Leisen i estrenada l'any 1940. Amb guió de Billy Wilder, Charles Brackett i Jacques Théry, i protagonitzada per Claudette Colbert i Ray Milland. Està doblada al català.

## Argument
Any 1939. L'americà Tom Martin, que va lluitar amb els republicans a la Guerra Civil espanyola, espera el dia de la seva execució. Però una reportera que cerca una exclusiva li ofereix ajuda per escapar. Drama basat en les relacions entre una periodista i un aviador després de la guerra civil.

## Repartiment
- Claudette Colbert: Augusta (Gusto) Nash
- Ray Milland: Tom Martin
- Dennis O'Keefe: Joe 'Shep' Shepard
- Walter Abel: M. Phillips
- Dick Purcell: Pinky OConnor
- George Zucco: El director de la presó
- Frank Puglia: Pare Jacinto
- Esther Dale: Susie, la secretària
- Paul Leyssac: Bresson
- Ann Codee: Sra. Bresson
- Stanley Logan: Coronel Tubbs Brown
- Lionel Pape: Lord Kettlebrook
- Aubrey Mather: Achille
- Cliff Nazarro: Botzelberg
- Rudolph Anders: L'oficial prussià

## Comentaris
- Es rodà als platós de Paramount Studios (Hollywood), llevat d'algunes filmacions en escenaris naturals de la costa de Califòrnia i dels voltants de Burgos. Nominada a 4 Oscars, guanya el del millor argument original. El film suma comèdia, drama, història d'amor, guerra i aventures. Leisen aconsegueix una difícil combinació de comèdia i drama, en la qual abunda l'humor en un marc dominat per la presència permanent de l'amenaça de guerra, i amb pinzellades fantàstiques.
- Colbert va dir una vegada que aquesta era la seva pel·lícula favorita[3][4]